# 馮元仲
馮元仲（?—?），字爾禮，又字次牧。

## 生平
年幼喪父，患有口吃，崇禎十二年（1639年）由檢討汪文偉推薦赴京考試，試卷上歷數時弊，“部臣骇其狂直”，斥责其“草野狂肆”，授縣丞，不就，歸隱故鄉慈溪縣城東門外湯山，改名天益山。在山上築天益山堂藏書樓、望煙樓。以上山采草药买卖为生。馮元仲樂善好施，晚年家道中落，貧窮以終。

## 著作
著有《復古堂詩文集》、《叢桂蘭暉二社稿》、《白雪草堂師生合稿》、《天益山志》、《山林經濟籍》等。